# Mieroszów
Mieroszów (germană Friedland in Niederschlesien) este un oraș în Polonia.